# Ognjeni vrtinec
Ognjeni vrtinec (tudi ognjeni hudič ali ognjeni tornado) je redek fenomen, pri katerem ogenj pod ustreznimi pogoji (predvsem temperatura zraka in zračni tokovi) pridobi zmožnost navpičnega vrtinčenja in oblikuje tornadu podoben vrtinec. Ognjeni vrtinci lahko izhajajo iz samega ognja, lahko pa so ločeni od njega tako na območju požara kot tudi izven njega.
Večina največjih ognjenih vrtincev vznikne iz gozdnih požarov kot posledica dviganja toplega zraka in konvergence, tj. kroženja zračnih tokov v smeri navzgor. Običajno so visoki od 10-50 m in nekaj metrov široki in so obstojni le nekaj minut. Nekateri so lahko visoki več kot kilometer, imajo hitrost vetrov v notranjosti preko 160 km/h in so obstojni več kot 20 minut. Imajo tudi sposobnost izruvanja dreves, visokih do 15 m.
Največji ognjeni vrtinec je nastal kot posledica Velikega potresa v Kantoju leta 1923 na Japonskem. Potres je med drugim povzročil ognjeni vihar velikosti mesta, iz katerega je vzniknil gigantski ognjeni vrtinec, ki je v 15 minutah pobil okoli 38.000 ljudi v regiji Hifukusho-Ato blizu Tokia. Naslednji znani primer ognjeni vrtinci, ki so nastali zaradi udara strele v skladišče olja in posledičnega razvitja ognjenega viharja v mestu San Luis Obispo (Kalifornija), ki je trajal 4 dni; večji ognjeni vrtinci so nosili razbitine več kot 5 km daleč. Iz omenjenih primerov je razvidno, da je ena izmed največjih nevarnosti teh vrtincev njihova sposobnost sproženja požarov daleč od mesta izvornega požara, kar lahko zelo poveča obseg naravne katastrofe.